# Mike Ridley
Michael Owen Guy Ridley (* 8. července 1963 v Winnipeg, Manitoba) je bývalý kanadský hokejový útočník.

## Hráčská kariéra
S profesionální kariérou začal v týmu St. Boniface Saints v lize MJHL kde odehrál tři sezóny. V první sezóně odehrál devět zápasu ve kterých nasbíral tři body a tým se stal mistr ligy. V poslední sezóně v lize se stal nejlepším hráčem. Sezóny 1983/85 hrával v lize GPAC v týmu University of Manitoba ve kterém odehrál 69 zápasů a nasbíral 139 bodů.
26. září 1985 podepsal smlouvu s týmem New York Rangers jako volný hráč. V NY Rangers odehrál celou sezónu 1985/86 ve které se stal nejlepším hráčem se 65 body v týmu. V Rangers začal druhou sezónu 1986/87 kde odehrál 38 zápasů poté byl 1. ledna 1987 vyměněn společně s Bobem Crawfordem a Kellym Millerem do týmu Washington Capitals za Bobbyho Carpentera a druhé kolo draftu v roce 1989.
Ve Washingtonu Capitals odehrál osm sezón ve kterých nasbíral 547 bodů a je sedmí nejlepší hráč v historii klubu. 28. června 1994 byl vyměněn s první volbou draftu které získali od týmu St. Louis Blues do týmu Toronto Maple Leafs za Roba Pearsona a výběr prvního kola draftu které Washington získal od týmu Philadelphia Flyers. V Torontu odehrál 48 zápasů a stal se nejlepší nahrávač týmu s 27 asistencemi.
8. července 1995 byl vyměněn do týmu Vancouver Canucks za Sergia Momessa. Ve Vancouveru odehrál poslední dvě sezóny v NHL ve kterých odehrál 102 zápasů a připsal si 73 bodů. Poslední zápas v NHL odehrál 12. března 1997 proti týmu Edmonton Oilers ve kterém si připsal jednu asistenci. Poslední sezónu v kariéře se vrátil zpět do rodného města kde odehrál čtyři zápasy za tým Manitoba Moose který hrál IHL ligu.

## Zajímavosti
Je pátý nejlepší střelec v historii klubu Washington Capitals (218 gólů).

## Ocenění a úspěchy
- 1984 CIAU - All-Canadian Tým
- 1984 CIAU - První All-Star Tým
- 1984 CIAU - Nejužitečnější hráč
- 1984 CIAU - Hráč roku
- 1985 CIAU - All-Canadian Tým
- 1985 CIAU - Hráč roku
- 1986 NHL - All-Rookie Tým
- 1989 NHL - All-Star Game
- člen hokejové síně slávy v Manitobě

## Prvenství
- Debut v NHL - 10. října 1985 (New York Rangers proti Washington Capitals)
- První gól v NHL - 10. října 1985 (New York Rangers proti Washington Capitals, kanadskému brankáři Pat Riggin)
- První asistence v NHL - 13. října 1985 (New York Rangers proti New Jersey Devils)
- První hattrick v NHL - 17. prosince 1986 (New York Rangers proti Washington Capitals)

## Klubové statistiky
| Sezóna       | Klub                   | Soutěž       |     | Základní část | Základní část | Základní část | Základní část | Základní část |    | Play off | Play off | Play off | Play off | Play off |
| Sezóna       | Klub                   | Soutěž       | Z   | G             | A             | B             | TM            | Z             | G  | A        | B        | TM       |          |          |
| 1980/1981    | St. Boniface Saints    | MJHL         | 9   | 2             | 1             | 3             | 2             | —             | —  | —        | —        | —        |          |          |
| 1981/1982    | St. Boniface Saints    | MJHL         | 48  | 37            | 32            | 69            | 48            | —             | —  | —        | —        | —        |          |          |
| 1982/1983    | St. Boniface Saints    | MJHL         | 48  | 91            | 100           | 191           | 49            | —             | —  | —        | —        | —        |          |          |
| 1983/1984    | University of Manitoba | GPAC         | 46  | 39            | 41            | 80            | —             | —             | —  | —        | —        | —        |          |          |
| 1984/1985    | University of Manitoba | GPAC         | 23  | 23            | 36            | 59            | 40            | 7             | 6  | 2        | 8        | 38       |          |          |
| 1985/1986    | New York Rangers       | NHL          | 80  | 22            | 43            | 65            | 69            | 16            | 6  | 8        | 14       | 26       |          |          |
| 1986/1987    | New York Rangers       | NHL          | 38  | 16            | 20            | 36            | 20            | —             | —  | —        | —        | —        |          |          |
| 1986/1987    | Washington Capitals    | NHL          | 40  | 15            | 19            | 34            | 20            | 7             | 2  | 1        | 3        | 6        |          |          |
| 1987/1988    | Washington Capitals    | NHL          | 70  | 28            | 31            | 59            | 22            | 14            | 6  | 5        | 11       | 10       |          |          |
| 1988/1989    | Washington Capitals    | NHL          | 80  | 41            | 48            | 89            | 49            | 6             | 0  | 5        | 5        | 2        |          |          |
| 1989/1990    | Washington Capitals    | NHL          | 74  | 30            | 43            | 73            | 27            | 14            | 3  | 4        | 7        | 8        |          |          |
| 1990/1991    | Washington Capitals    | NHL          | 79  | 23            | 48            | 71            | 26            | 11            | 3  | 4        | 7        | 8        |          |          |
| 1991/1992    | Washington Capitals    | NHL          | 80  | 29            | 40            | 69            | 38            | 7             | 0  | 11       | 11       | 0        |          |          |
| 1992/1993    | Washington Capitals    | NHL          | 84  | 26            | 56            | 82            | 44            | 6             | 1  | 5        | 6        | 0        |          |          |
| 1993/1994    | Washington Capitals    | NHL          | 81  | 26            | 44            | 70            | 24            | 11            | 4  | 6        | 10       | 6        |          |          |
| 1994/1995    | Toronto Maple Leafs    | NHL          | 48  | 10            | 27            | 37            | 14            | 7             | 3  | 1        | 4        | 2        |          |          |
| 1995/1996    | Vancouver Canucks      | NHL          | 37  | 6             | 15            | 21            | 29            | 5             | 0  | 0        | 0        | 2        |          |          |
| 1996/1997    | Vancouver Canucks      | NHL          | 75  | 20            | 32            | 52            | 42            | —             | —  | —        | —        | —        |          |          |
| 1997/1998    | Manitoba Moose         | IHL          | 4   | 2             | 2             | 4             | 0             | —             | —  | —        | —        | —        |          |          |
| Celkem v NHL | Celkem v NHL           | Celkem v NHL | 866 | 292           | 466           | 758           | 424           | 104           | 28 | 50       | 78       | 70       |          |          |